# Jannik Splidsboel
Jannik Splidsboel (født 1964) er en dansk filminstruktør, bl.a. kendt for filmene How are you (2011), Misfits (2015) og Drømme fra ødemarken/Dreams from the Outback (2019).